# Zębiełek łąkowy
Zębiełek łąkowy (Crocidura bottegoides) – gatunek ssaka owadożernego z rodziny ryjówkowatych (Soricidae). Występuje endemicznie w Etiopii, w górach Bale i na Mount Albasso. Gatunek ten znany jest tylko z pięciu okazów. Zamieszkuje trawiaste polany na zboczach gór do wysokości 2400–3280 m n.p.m. W Czerwonej księdze gatunków zagrożonych Międzynarodowej Unii Ochrony Przyrody i Jej Zasobów został zaliczony do kategorii zagrożony wyginięciem EN. Głównym zagrożeniem jest niszczenie lasów przez miejscową ludność.